# Escola de Nàutica de Barcelona
L'Escola de Nàutica de Barcelona és un edifici situat al Pla de Palau de Barcelona mirant cap a la Barceloneta, catalogat com a bé cultural d'interès local.

## Història
Va ser construït entre 1930 i 1933 al lloc on hi havia hagut el Portal de Mar, segons el projecte dels arquitectes Joaquim Vilaseca i Adolf Florensa.
Amb l'esclat de la Guerra Civil, va ser ocupat temporalment pel Comitè de Milícies Antifeixistes, i posteriorment s'hi va instal·lar l'Escola de la Marina Mercant de la Mediterrània. Des de l'any 1990, l'escola forma part de la Universitat Politècnica de Catalunya (UPC) com a Facultat de Nàutica de Barcelona.

## Descripció
Es tracta d'un edifici aïllat i de planta quadrangular, consistent en una àmplia planta baixa destinada a serveis i administració del centre, per sobre hi ha dues plantes i al capdamunt un terrat pla.
Cadascun de les quatre façanes compta amb un accés amb escalinata de poc desenvolupament, que donen pas a sengles pòrtics de grans dimensions sense frontó flanquejats per columnes toscanes. Per sobre, els dos pisos presenten petites diferències en els volums, però poc ressenyables, amb grans obertures amb balconada les centrades i amb balcó sense voladís les dels costats. Algunes de les obertures de la primera planta presenten un frontó no decorat, les del segon pis no en tenen i presenten un senzill arc escarser. Els buits sense obertures estan ocupats per pilastres llises, amb capitell les del centre i estriades les dels cossos laterals. Corona les façanes un prominent ràfec i per sobre una balustrada de pedra. La coberta és plana, excepte per una llanterna de vidre que s'obre damunt del centre de la planta baixa.
L'interior està format per una planta baixa molt diàfana, amb un vaixell a escala al centre que presideix l'espai lliure que arriba verticalment cap a la gran llanterna. És destacable que en un dels laterals d'aquesta planta s'hi desenvolupa una gran escalinata que mena a la segona planta. L'estat de conservació de l'edifici es pot considerar bo.